# Полмонт
По́лмонт (англ. Polmont, гэльск. Poll-Mhonaidh, скотс Powmont ) — город в центральной части Шотландии. Расположен в округе Фолкерк, недалеко от дельты реки Эйвон. Находится в 3 км к востоку от окружного центра — Фолкерк и в 33 км к западу от Эдинбурга.

## История
Название Полмонт произошло от гэльского Poll-Mhonaidh — что означает «озеро у холма».
Старый Полмонт был важным римским укреплением на Вале Антония.